# Underbelly
Underbelly è una miniserie televisiva australiana in 13 puntate prodotta dall'Australian Film Finance Corporation insieme a Film Victoria. Racconta gli eventi realmente accaduti tra il 1995 e il 2004 durante la guerra di mafia di Melbourne, basandosi sul libro Leadbelly: Inside Australia's Underworld di John Silvester e Andrew Rule.
La miniserie è andata in onda a partire dal 13 febbraio 2008 sulla rete Nine Network in tutti gli stati australiani eccetto lo stato di Vittoria. In Italia viene trasmessa da FX e in chiaro su Rai 4.
Successivamente Nine Network ha prodotto ogni anno una nuova serie:
- nel 2009 Underbelly: A Tale of Two Cities, ambientata tra il 1976 e il 1987;
- nel 2010 Underbelly: The Golden Mile, ambientata tra il 1988 e il 1999;
- nel 2011 Underbelly: Razor, ambientata negli anni '20 del 1900;
- nel 2012 Underbelly: Badness, ambientata tra il 2001 e il 2012, con soli 8 episodi;
- nel 2013 Underbelly: Squizzy, che ripercorre la vita del gangster Squizzy Taylor;
- nel 2014 Fat Tony & Co., che ricostruisce la ricerca del trafficante di droga Tony Mokbel. Pur non riportando il brand Underbelly è considerata parte di esso.
- nel 2020 Informer 3838, che si basa sul ruolo dell'informatore segreto Nicola Gobbo ed il suo coinvolgimento nella Guerra di mafia di Melbourne.
- nel 2022 Underbelly: Vanishing Act, che racconta la misteriosa scomparsa di Melissa Caddick.

A esse si aggiunge una trilogia di film tv dal nome Underbelly Files, trasmessi nel 2011:
- Underbelly Files: Tell Them Lucifer was Here dedicato all'omicidio di due poliziotti di Vittoria e la ricerca degli assassini;
- Underbelly Files - L'infiltrato che ricostruisce lo smantellamento di una cosca di 'ndrangheta;
- Underbelly Files: The man who got away  dove si ripercorre l'evasione e l'arresto di un altro trafficante di droga, David McMillan.

Nel 2011 verrà prodotta la versione neozelandese ambientata nello stesso periodo di Underbelly: A Tale of Two Cities:
- Underbelly NZ: Land of the Long Green Cloud che racconta la storia di Marty Johnstone conosciuto come "Mr. Asia"

Nel 2018 verrà trasmessa una nuova miniserie:
- Underbelly Files: Chopper che racconta la vita di Mark Brandon Read

## Puntate
- 1x01 - The Black Prince
- 1x02 - Sorcerer's Apprentice
- 1x03 - I Still Pray
- 1x04 - Cocksure
- 1x05 - The Good, The Bad, The Ugly
- 1x06 - Luv U 4 Eva
- 1x07 - Wise Monkeys
- 1x08 - Earning A Crust
- 1x09 - Suffer The Children
- 1x10 - Scratched
- 1x11 - Barbarians At The Gate
- 1x12 - Best Laid Plans
- 1x13 - Team Purana